# Walt Williams
Walter Ander Williams, detto Walt (Washington, 16 aprile 1970), è un ex cestista statunitense, professionista nella NBA.

## Carriera
È stato selezionato dai Sacramento Kings al primo giro del Draft NBA 1992 (7ª scelta assoluta).
Con gli Stati Uniti ha disputato i Giochi panamericani de L'Avana 1991.

## Statistiche

### College
| Anno      | Squadra            | PG  | PT | MP   | TC%  | 3P%  | TL%  | RP  | AP  | PRP | SP  | PP   |
| --------- | ------------------ | --- | -- | ---- | ---- | ---- | ---- | --- | --- | --- | --- | ---- |
| 1988-1989 | Maryland Terrapins | 26  | 12 | 23,7 | 44,1 | 25,9 | 62,3 | 3,5 | 2,5 | 1,2 | 0,5 | 7,3  |
| 1989-1990 | Maryland Terrapins | 33  | 31 | 30,1 | 48,3 | 44,8 | 77,6 | 4,2 | 4,5 | 1,7 | 1,0 | 12,7 |
| 1990-1991 | Maryland Terrapins | 17  | 14 | 31,6 | 44,9 | 29,5 | 83,7 | 5,1 | 5,4 | 1,5 | 0,4 | 18,7 |
| 1991-1992 | Maryland Terrapins | 29  | 29 | 35,9 | 47,2 | 37,1 | 75,8 | 5,6 | 3,6 | 2,1 | 1,0 | 26,8 |
| Carriera  | Carriera           | 105 | 86 | 30,4 | 46,6 | 35,9 | 76,2 | 4,6 | 3,9 | 1,7 | 0,8 | 16,2 |

### NBA

#### Regular Season
| Anno      | Squadra             | PG  | PT  | MP   | TC%  | 3P%  | TL%  | RP  | AP  | PRP | SP  | PP   |
| --------- | ------------------- | --- | --- | ---- | ---- | ---- | ---- | --- | --- | --- | --- | ---- |
| 1992-1993 | Sacramento Kings    | 59  | 26  | 28,4 | 43,5 | 31,9 | 74,2 | 4,5 | 3,0 | 1,1 | 0,5 | 17,0 |
| 1993-1994 | Sacramento Kings    | 57  | 4   | 23,8 | 39,0 | 28,8 | 63,5 | 4,1 | 2,3 | 0,9 | 0,4 | 11,2 |
| 1994-1995 | Sacramento Kings    | 77  | 77  | 35,6 | 44,6 | 34,8 | 73,1 | 4,5 | 4,1 | 1,6 | 0,8 | 16,4 |
| 1995-1996 | Sacramento Kings    | 45  | 45  | 30,7 | 43,5 | 34,1 | 75,6 | 4,6 | 3,7 | 1,2 | 0,9 | 14,6 |
| 1995-1996 | Miami Heat          | 28  | 28  | 28,1 | 46,3 | 45,5 | 55,0 | 4,0 | 2,3 | 1,1 | 0,6 | 12,0 |
| 1996-1997 | Toronto Raptors     | 73  | 73  | 36,3 | 42,7 | 40,0 | 76,5 | 5,0 | 2,7 | 1,3 | 0,8 | 16,4 |
| 1997-1998 | Toronto Raptors     | 28  | 16  | 31,3 | 39,2 | 38,0 | 81,7 | 4,2 | 2,5 | 1,4 | 0,8 | 12,4 |
| 1997-1998 | Portland T. Blazers | 31  | 1   | 19,2 | 37,8 | 34,4 | 90,8 | 2,6 | 1,7 | 0,6 | 0,4 | 8,4  |
| 1998-1999 | Portland T. Blazers | 48  | 16  | 21,8 | 42,4 | 43,8 | 83,2 | 3,0 | 1,7 | 0,8 | 0,6 | 9,3  |
| 1999-2000 | Houston Rockets     | 76  | 66  | 24,5 | 45,8 | 39,1 | 82,1 | 4,0 | 2,1 | 0,6 | 0,6 | 10,9 |
| 2000-2001 | Houston Rockets     | 72  | 31  | 22,0 | 39,4 | 39,5 | 77,0 | 3,4 | 1,3 | 0,4 | 0,4 | 8,3  |
| 2001-2002 | Houston Rockets     | 48  | 25  | 23,3 | 41,9 | 42,6 | 78,4 | 3,4 | 1,4 | 0,4 | 0,2 | 9,4  |
| 2002-2003 | Dallas Mavericks    | 66  | 1   | 17,6 | 39,3 | 37,4 | 62,0 | 3,1 | 0,9 | 0,6 | 0,4 | 5,5  |
| Carriera  | Carriera            | 708 | 409 | 26,6 | 42,5 | 37,9 | 74,3 | 3,9 | 2,3 | 0,9 | 0,6 | 11,8 |

#### Playoffs
| Anno     | Squadra             | PG | PT | MP   | TC%  | 3P%  | TL%  | RP  | AP  | PRP | SP  | PP   |
| -------- | ------------------- | -- | -- | ---- | ---- | ---- | ---- | --- | --- | --- | --- | ---- |
| 1996     | Miami Heat          | 3  | 3  | 23,3 | 33,3 | 11,1 | 50,0 | 4,0 | 1,7 | 0,3 | 0,3 | 4,7  |
| 1998     | Portland T. Blazers | 4  | 0  | 25,5 | 54,8 | 53,3 | 78,6 | 3,5 | 2,3 | 0,3 | 0,0 | 13,3 |
| 1999     | Portland T. Blazers | 13 | 0  | 14,2 | 36,2 | 40,6 | 57,1 | 1,2 | 0,8 | 0,5 | 0,2 | 4,8  |
| 2003     | Dallas Mavericks    | 15 | 3  | 15,1 | 39,5 | 34,1 | 100  | 2,9 | 1,0 | 0,3 | 0,8 | 5,7  |
| Carriera | Carriera            | 35 | 6  | 16,7 | 40,4 | 37,1 | 73,0 | 2,4 | 1,1 | 0,4 | 0,5 | 6,1  |

## Palmarès
- NCAA AP All-America Second Team (1992)
- NBA All-Rookie Second Team (1993)